# Tennis op de Olympische Zomerspelen 2004
Tennis is een van de sporten die werden beoefend tijdens de Olympische Zomerspelen 2004 in Athene. Er werd gespeeld op hardcourt-banen.

## Wedstrijden

### Opzet
- Een wedstrijd omvat maximaal drie sets, behalve de enkelspel- en dubbelspelfinale bij de mannen die over maximaal vijf sets konden gaan. In de laatste set werd geen tiebreak gespeeld, maar moest met 'twee games verschil' gewonnen worden.
- De twee verliezers uit de halve finales, spelen tegen elkaar om het brons.
- In tegenstelling tot de normale tennistoernooien is er geen prijzengeld te verdienen.
- Er waren punten te winnen voor de wereldranglijsten van de ATP en WTA (voor het eerst).[1][2]

## Medailles

### Medaillewinnaars
| Onderdeel         | Goud | Goud                            | Zilver | Zilver                                   | Brons | Brons                          |
| ----------------- | ---- | ------------------------------- | ------ | ---------------------------------------- | ----- | ------------------------------ |
| Mannenenkelspel   | CHI  | Nicolás Massú                   | USA    | Mardy Fish                               | CHI   | Fernando González              |
| Mannendubbelspel  | CHI  | Fernando González Nicolás Massú | GER    | Nicolas Kiefer Rainer Schüttler          | CRO   | Mario Ančić Ivan Ljubičić      |
| Vrouwenenkelspel  | BEL  | Justine Henin-Hardenne          | FRA    | Amélie Mauresmo                          | AUS   | Alicia Molik                   |
| Vrouwendubbelspel | CHN  | Li Ting Sun Tiantian            | ESP    | Conchita Martínez Virginia Ruano Pascual | ARG   | Paola Suárez Patricia Tarabini |

### Medaillespiegel
| Plaats | Land             | NOC    | Goud | Zilver | Brons | Totaal |
| ------ | ---------------- | ------ | ---- | ------ | ----- | ------ |
| 1      | Chili            | CHI    | 2    | 0      | 1     | 3      |
| 2      | België           | BEL    | 1    | 0      | 0     | 1      |
| 2      | China            | CHN    | 1    | 0      | 0     | 1      |
| 4      | Duitsland        | GER    | 0    | 1      | 0     | 1      |
| 4      | Frankrijk        | FRA    | 0    | 1      | 0     | 1      |
| 4      | Spanje           | ESP    | 0    | 1      | 0     | 1      |
| 4      | Verenigde Staten | USA    | 0    | 1      | 0     | 1      |
| 8      | Argentinië       | ARG    | 0    | 0      | 1     | 1      |
| 8      | Australië        | AUS    | 0    | 0      | 1     | 1      |
| 8      | Kroatië          | CRO    | 0    | 0      | 1     | 1      |
| Totaal | Totaal           | Totaal | 4    | 4      | 4     | 12     |

Athene 1896 · 
Parijs 1900 · 
St. Louis 1904 · 
Athene 1906 ·
Londen 1908 · 
Stockholm 1912 · 
Antwerpen 1920 · 
Parijs 1924 · 
Mexico-stad 1968 (demonstratie) · 
Los Angeles 1984 (demonstratie) · 
Seoel 1988 · 
Barcelona 1992 · 
Atlanta 1996 · 
Sydney 2000 · 
Athene 2004 · 
Peking 2008 · 
Londen 2012 · 
Rio de Janeiro 2016  · 
Tokio 2020  · 
Parijs 2024  · 
Los Angeles 2028 
Medaillewinnaars
Atletiek · Badminton · Basketbal · Boksen · Boogschieten · Gewichtheffen · Gymnastiek · Handbal · Hockey · Honkbal · Judo · Kanovaren · Moderne vijfkamp · Paardensport · Roeien · Schermen · Schietsport · Schoonspringen · Softbal · Synchroonzwemmen · Taekwondo · Tafeltennis · Tennis · Triatlon · Voetbal · Volleybal · Waterpolo · Wielersport · Worstelen · Zeilen · Zwemmen